# Wahlenbergia upembensis
Wahlenbergia upembensis är en klockväxtart som beskrevs av Mats Thulin. Wahlenbergia upembensis ingår i släktet Wahlenbergia och familjen klockväxter. Inga underarter finns listade i Catalogue of Life.